# Venezia Giulia Police Force
Era uma corporação policial criada pelos Aliados Anglo-Americanos que atuou no final da Segunda Guerra Mundial na Zona A da Venezia Giulia e, após 1947, na homônima zona do Território Livre de Trieste. Também chamada de Polizia Civile contava em 1949 com mais de 6000 componentes. Seu comandante era o coronel inglês Gerald Richardson, antigo membro da Scotland Yard e seus oficiais superiores eram todos ingleses ou americanos. Todos os demais membros eram italianos ou eslovenos da região. Com a passagem da zona A da administração aliada àquela italiana, em outubro de 1954, a VGPF continuou a sua atuação junto com polícia italiana e foi extinta oficialmente em 1961.